# 特奥兰迪亚
特奥兰迪亚是巴西巴伊亚州的一个市镇。总面积288.272平方公里，总人口12673人，人口密度44人/平方公里。